# Tarquin l'Ancien
Tarquin l'Ancien ou Lucius Tarquinius Priscus est le cinquième des sept rois légendaires de la Rome antique, et le premier roi romain d'origine étrusque. La tradition romaine lui attribue d'importants travaux d'aménagement de la cité romaine (Forum Romain, Circus Maximus, les égouts (Cloaca Maxima). Il serait mort assassiné après un long règne de 38 ans.

## Biographie

### Origine
Selon l'historien romain Tite-Live, Tarquin l'Ancien s'appelait Lucumon, il était fils de Démarate, un Corinthien réfugié à Tarquinia, et était marié à l'ambitieuse Tanaquil, une Étrusque de souche qui appartenait à une grande famille de Tarquinia. Le frère de Lucumon, Arruns, étant mort prématurément, il hérite de la totalité de la fortune paternelle. Cependant, méprisé malgré sa fortune en raison de l'origine étrangère de Lucumon, le couple s'installe à Rome, où Lucumon se rebaptise lui-même : « Lucius Tarquinius Priscus ».

### Arrivée à Rome
Toujours selon Tite-Live, son arrivée à Rome s'accompagna d'un prodige marquant son élection divine :

« Ils [Lucumon et Tanaquil] étaient déjà à la hauteur du Janicule ; Lucumon était assis dans la carriole en compagnie de sa femme quand un aigle descendit en planant et lui enleva son bonnet, puis revint au-dessus de la voiture en menant grand tapage et reposa adroitement le bonnet sur sa tête comme si un dieu l'avait chargé de cette restitution. Après quoi, il s'envola haut dans le ciel. Tanaquil savait interpréter les signes célestes comme tous les Étrusques et aurait vu dans cette scène un heureux présage. Serrant son mari dans ses bras, elle lui dit de s'attendre à un destin exceptionnel et à une brillante ascension : elle lui expliqua que l'oiseau était venu de telle partie du ciel et servait de messager à tel dieu ; le prodige avait concerné le haut de sa personne ; l'oiseau avait retiré de la tête d'un homme une parure qu'il avait remise en place sur l'ordre d'un dieu. »

— Tite-Live, Histoire romaine, Livre I, 34.

Le nouveau venu réussit à s'y imposer par son habileté tant politique que rhétorique et sans doute par son immense richesse,, y compris auprès du roi Ancus Marcius, pour qui il sait se rendre indispensable. Tite-Live rapporte qu'il fut le premier à faire campagne pour obtenir le pouvoir et à rechercher les suffrages de la plèbe par des discours. Tarquin insiste pour que l'élection du nouveau roi se déroule au plus vite et il prétexte une partie de chasse pour éloigner les fils presque majeurs d'Ancus Marcius, dont il est le tuteur, pour se donner le champ libre. Cependant, les fils d'Ancus Marcius sont écartés du trône, mais ne sont pas tués. Il est élu en -616 à l'immense majorité du peuple pour succéder à ce dernier,,.

### Règne
Une fois roi, son sens politique ne l'abandonne pas : il nomme cent nouveaux sénateurs (qu'on appelle « sénateurs de second rang ») qui lui apportent un soutien inconditionnel, il distribue des terrains autour du forum à des particuliers. Plusieurs campagnes militaires marquent son règne : d'abord une nouvelle guerre contre les Sabins. Surpris par l'attaque brutale de ceux-ci alors qu'il est en train de faire construire un mur de protection en pierres autour de Rome, Tarquin renforce sa cavalerie et finit par les écraser. Différentes batailles suivent contre le Latium vetus : il enlève d'abord Apiolae (dont il rapporte un important butin), puis Corniculum, Ficula l'Ancienne, Cameria, Crustumerium, Amériola, Médullia et Nomentum avant de conclure la paix.
Il construit le Forum Romain et le Grand Cirque (Circus Maximus), les égouts (Cloaca Maxima), assainit les bas quartiers, aménage le Capitole.

### Mort
Tarquin meurt après 37 ans de règne, assassiné à coups de hache par deux bergers, en -578, victime de la vengeance des fils dépossédés d'Ancus Marcius. Mais ceux-ci ne pourront jamais reprendre le pouvoir grâce à une habile manœuvre de Tanaquil, qui prépare la transition en laissant croire que Tarquin n'est pas mort et en invitant la population à obéir à Servius Tullius, ce qui permet à ce dernier de consolider son pouvoir et de succéder à Tarquin. Les fils d'Ancus Marcius, croyant Tarquin toujours vivant, voyant leur complot découvert et Servius Tullius investi du pouvoir, s'exilent à Suessa Pometia, une ville du Latium.

« VI. - La royauté passa ensuite aux mains de Tarquin l'Ancien. Ce prince doubla le nombre des sénateurs, fit élever un cirque à Rome, et institua les Jeux Romains qui subsistent encore à notre époque. En même temps, il vainquit aussi les Sabins, leur enleva une partie de leurs terres, qu'il ajouta au territoire de la ville de Rome, et, le premier entra avec les honneurs du triomphe dans la Ville. Il fit des murs et des égouts, il commença le Capitole. La trente-huitième année de son règne, il fut tué à l'instigation des fils d'Ancus, le roi auquel il avait lui-même succédé. »

— Eutrope, Abrégé de l'histoire romaine.

## Historicité
La tradition annalistique et historique grecque et romaine à son propos est mise en doute par l'historien Dominique Briquel.

« En fait, comme pour les périodes plus hautes, la version des faits donnée par l'annalistique comporte une grande part d'élaboration artificielle. Pour aucun des trois règnes que racontent les historiens, ceux de Tarquin l'Ancien, de Servius Tullius et de Tarquin le Superbe, le récit traditionnel ne peut être considéré comme fidèle à la réalité des faits. »

— Dominique Briquel, Des rois venus du Nord.
Contrairement aux rois latins et sabins censés l'avoir précédé selon Tite-Live, Tarquin l'Ancien fut fort probablement un personnage réel ayant bien été roi de Rome à la fin du VIIe siècle av. J.-C. et au début du siècle suivant. Cependant, certains faits mentionnés par les historiens romains demeurent suspects et sont sujets à caution. En effet, il semble fort peu probable que Tarquin l'Ancien soit arrivé pacifiquement à Rome et soit devenu serviteur d'Ancus Marcius pour ensuite être élu roi après la mort de ce dernier. En réalité, il semble qu'il ait d'abord été un chef de guerre étrusque originaire de Tarquinia qui aurait pris Rome en 616 av. J.-C. et en serait devenu le roi, le site étant intéressant à contrôler d'un point de vue économique et militaire. Les auteurs romains postérieurs transformèrent la réalité historique afin de cacher la défaite romaine. Il est aussi important de garder à l'esprit que la prise de Rome par Tarquin l'Ancien ne résulte pas d'une conquête de la cité étrusque de Tarquinies, mais de l'initiative d'un chef de guerre noble conquérant à titre privé, sûrement avec l'appui de la minorité étrusque habitant déjà à Rome avant son règne.
La durée officielle de son règne (38 ans), très longue pour l'époque, est également peu probable. En revanche, la Cloaca Maxima et le Circus Maximus que la tradition lui attribue semblent bien avoir été construits sous son règne (vers 600 av. J.-C.).

## Représentations

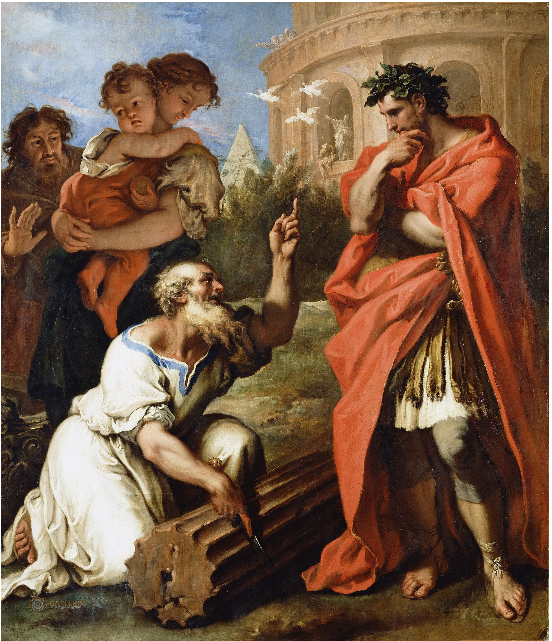
Tarquin l'Ancien consulte Attus Navius, par Sebastiano Ricci

Le peintre Sebastiano Ricci le représente vers 1690, en toge pourpre en train de consulter un devin, Tarquin l'Ancien consulte Attus Navius. Ce tableau est conservé au Getty Center de Los Angeles.